# Oxmo Puccino

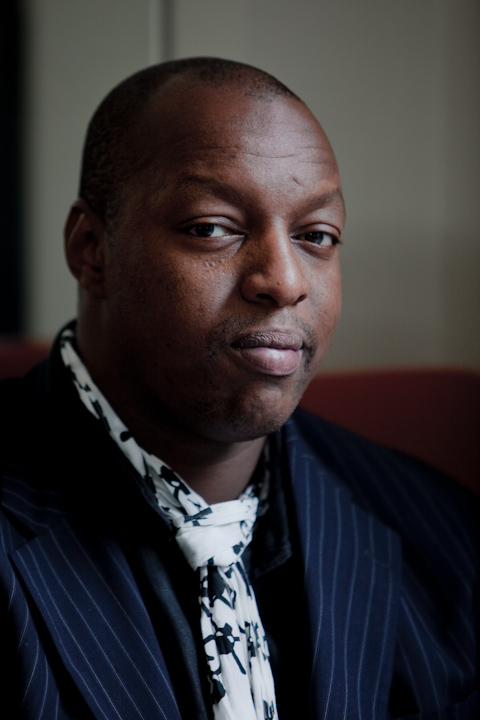
Oxmo Puccino (2009)

Oxmo Puccino (* 3. August 1974 in Ségou, Mali; bürgerlich Abdoulaye Diarra) ist ein französischer Rapper. Seit 1975 lebt er mit seiner Familie in Paris im 19. Arrondissement.

## Karriere
Oxmo Puccino machte sich in der Pariser Rap-Szene um 1995 durch das Projekt Time Bomb und seine Radio-Freestyles einen Namen. Landesweit bekannt wurde er durch das Stück Pucc Fiction mit Booba auf dem Mixtape L432.
In seinem Sprechgesang greift Oxmo häufig zu komplexen Metaphern, was ihm zum Status des „Intellektuellen-Rappers“ Frankreichs verhalf. Textlich kann er mit dem verstorbenen Chansonnier Jacques Brel verglichen werden.
2023 inszenierte Jérémie Lippmann das Stück Marcel in Kooperation mit Puccino am Théâtre du 13e Art in Paris mit Puccino in der Titelrolle.

## Diskografie

### Alben
| Jahr | Titel                | Höchstplatzierung, Gesamtwochen, AuszeichnungChartplatzierungen (Jahr, Titel, Platzierungen, Wochen, Auszeichnungen, Anmerkungen) | Höchstplatzierung, Gesamtwochen, AuszeichnungChartplatzierungen (Jahr, Titel, Platzierungen, Wochen, Auszeichnungen, Anmerkungen) | Höchstplatzierung, Gesamtwochen, AuszeichnungChartplatzierungen (Jahr, Titel, Platzierungen, Wochen, Auszeichnungen, Anmerkungen) | Anmerkungen                                                   |
| Jahr | Titel                | CH | BEW | FR | Anmerkungen                                                   |
| ---- | -------------------- | --- | --- | --- | ------------------------------------------------------------- |
| 1998 | Opera Puccino        | — | — | FR7 Gold · (6 Wo.)FR | Erstveröffentlichung: 28. April 1998                          |
| 2001 | L’amour est mort     | — | BEW37 (2 Wo.)BEW | FR13 (6 Wo.)FR | Erstveröffentlichung: 9. Mai 2001                             |
| 2004 | Le cactus de Sibérie | — | — | FR20 (12 Wo.)FR | Erstveröffentlichung: 13. April 2004                          |
| 2005 | Black Tour Desperado | — | — | FR154 (2 Wo.)FR | Erstveröffentlichung: 28. März 2005                           |
| 2006 | Lipopette Bar        | — | — | FR22 (8 Wo.)FR | Erstveröffentlichung: 25. September 2006 mit the Jazzbastards |
| 2007 | La réconciliation    | — | — | FR45 (7 Wo.)FR | DJ Cream présente Oxmo Puccino                                |
| 2009 | L’arme de paix       | CH68 (2 Wo.)CH | BEW41 (7 Wo.)BEW | FR8 Gold (UPFI) · (35 Wo.)FR |                                                               |
| 2010 | Minutes magiques     | — | — | FR136 (1 Wo.)FR | Erstveröffentlichung: 15. November 2010                       |
| 2012 | Roi sans carrosse    | CH41 (2 Wo.)CH | BEW28 (12 Wo.)BEW | FR15 (16 Wo.)FR | Erstveröffentlichung: 17. September 2012                      |
| 2014 | Au pays d’Alice …    | — | BEW113 (6 Wo.)BEW | FR43 (18 Wo.)FR | Erstveröffentlichung: 4. November 2014 mit Ibrahim Maalouf    |
| 2015 | La voix lactée       | CH84 (1 Wo.)CH | BEW81 (6 Wo.)BEW | FR34 (8 Wo.)FR | Erstveröffentlichung: 13. November 2015                       |
| 2019 | La nuit du réveil    | CH47 (1 Wo.)CH | BEW63 (1 Wo.)BEW | FR17 (8 Wo.)FR | Erstveröffentlichung: 6. September 2019                       |
| 2025 | Lafiya Sessions      | — | — | FR103 (… Wo.)FR | Erstveröffentlichung: 31. Januar 2025                         |

Weitere Alben
- 1996: Pucc Fiction (L432 Mixtape)
- 1997: Mama Lova (sad hill Sampler)
- 1998: Esprit Mafieux (Album von Busta Flex)
- 1999: Black December (Première Class Sampler)
- 2000: Les Plus Class (compilation hostile)
- 2002: Le parcours d’une larme (Conte des faits)
- 2003: Derrière les Projecteurs (Fat Taf Sampler)
- 2003: Tarif C (Soundtrack zu Taxi3)

### Singles
| Jahr | Titel Album                 | Höchstplatzierung, Gesamtwochen, AuszeichnungChartplatzierungen (Jahr, Titel, Album, Platzierungen, Wochen, Auszeichnungen, Anmerkungen) | Höchstplatzierung, Gesamtwochen, AuszeichnungChartplatzierungen (Jahr, Titel, Album, Platzierungen, Wochen, Auszeichnungen, Anmerkungen) | Höchstplatzierung, Gesamtwochen, AuszeichnungChartplatzierungen (Jahr, Titel, Album, Platzierungen, Wochen, Auszeichnungen, Anmerkungen) | Anmerkungen   |
| Jahr | Titel Album                 | CH | BEW | FR | Anmerkungen   |
| --- | --------------------------- | --- | --- | --- | ------------- |
| 1998 | Mama Lova Sad Hill          | — | — | FR96 (2 Wo.)FR | mit Kheops    |
| 1998 | Le mensongeur Opera Puccino | — | — | FR55 (9 Wo.)FR |               |
| 1999 | L’enfant seul Opera Puccino | — | — | FR84 (6 Wo.)FR |               |
| 2002 | Avoir des potes –           | — | — | FR52 (9 Wo.)FR |               |
| Folgende Lieder erschienen nicht als Single, wurden aber durch das Album zum Download und Streaming bereitgestellt und konnten somit eine Platzierung erlangen: |                             | | | |               |
| |                             | | | |               |
| 2019 | Ma Life La nuit du réveil   | — | — | FR140 (1 Wo.)FR | feat. Orelsan |

## Auszeichnungen für Musikverkäufe
Anmerkung: Auszeichnungen in Ländern aus den Charttabellen bzw. Chartboxen sind in ebendiesen zu finden.
| Land/RegionAuszeichnungen für Musikverkäufe (Land/Region, Auszeichnungen, Verkäufe, Quellen) | Gold     | Platin | Verkäufe | Quellen         |
| -------------------------------------------------------------------------------------------- | -------- | ------ | -------- | --------------- |
| Frankreich (SNEP)                                                                            | Gold1    | —      | 50.000   | snepmusique.com |
| Frankreich (UPFI)                                                                            | Gold1    | —      | 50.000   | upfi.fr         |
| Insgesamt                                                                                    | 2× Gold2 | —      |          |                 |